# Rákosi Gyula
Rákosi Gyula (Budapest, 1938. október 9. –) olimpiai és Európa-bajnoki bronzérmes labdarúgó, edző.

## Pályafutása

### Ferencváros
A Ferencváros saját nevelésű játékosa. 1957-ben mutatkozott be az első csapatban. 1957 és 1972 között négyszeres magyar bajnok, kétszeres kupagyőztes. Részese a Fradi nemzetközi sikereinek: 1965-ben VVK győztes, 1968-ban döntős, 1972-ben UEFA-kupa elődöntős.
Búcsúmérkőzése 1975. június 7-én volt az Üllői úton a Vojvodina ellen (1-1). Összesen 512 mérkőzésen szerepelt, ebből 332 bajnoki, 168 nemzetközi, 22 hazai díjmérkőzés volt. 116 gólt szerzett (63 bajnoki, 53 egyéb). 1974-ben az FTC örökös bajnokává választották.

### A válogatott
1960 és 1968 között 41 alkalommal szerepelt a nemzeti tizenegyben és 4 gólt szerzett. 1960-ban a római olimpián a bronzérmes csapat tagja.
Kétszer vett részt világbajnokságon: 1962-ben Chilében, 1966-ban Angliában.
1964-es Európa-bajnoki bronzérmes csapat tagja.

### Edzőként
1973-ban a Fradiban kezdte edzői karrierjét. A Ferencvárosnál több alkalommal és többféle szerepkörben dolgozott. Először 1973-76 között az utánpótlás-nevelésében vállalt feladatot. 1980 és 1982 között a Kecskeméti SC vezetőedzőjeként tevékenykedett. Dolgozott Kuvaitban is, 1982-től két éven át irányította az el-Nasszer együttesét.
1982-88 között pályaedző, legvégül 1988-90 között vezetőedző. Mindkét idényben dobogos lesz a Fradival a bajnokságban (2., majd 3. helyezést elérve). Edzőként 163 mérkőzésen ült a kispadon. Dolgozott a magyar válogatottnál is. 1977-80 között az ifjúsági válogatott edzője. 1986-88 között a női válogatott szövetségi kapitánya. 1986-ban egy évre a Vácszentlászló edzője lett. Ezután egy évig a Tatabányát vezette, '92 és '94 között a III. Kerületi TTVE edzője volt, majd visszatért dolgozni a ferencvárosi utánpótlásba.

## Sikerei, díjai

### Klubcsapatban
Ferencváros
- Magyar bajnokság:
  - bajnok (4): 1963, 1964,1967, 1968
  - ezüstérmes (5): 1960, 1965, 1966, 1970 tavasz, 1971
  - bronzérmes (4): 1958, 1962, 1963 ősz, 1969
- Magyar Népköztársasági-kupa:
  - győztes (2): 1958, 1972
  - döntős (1): 1966
- Vásárvárosok kupája:
  - győztes (1): 1964-1965
  - döntős (1): 1967-1968
  - elődöntős (1): 1962-1963
- UEFA-kupa:
  - elődöntős (1): 1971-1972
- BEK:
  - negyeddöntős (1): 1965-1966

### Válogatottal
Magyarország
- Olimpia
  - bronzérmes (1): 1960
- Európa-bajnokság
  - bronzérmes (1): 1964
- Világbajnokság
  - negyeddöntő (2): 1962, 1966

### Egyéni
- Magyar fair play díj, életmű trófea (2018)[2]
- MLSZ-életműdíj[3]
- Magyar Arany Érdemkereszt (2019)[4]

## Statisztika

### Mérkőzései a válogatottban
| Magyarország | Magyarország         | Magyarország                          | Magyarország  | Magyarország | Magyarország  | Magyarország       | Magyarország | Magyarország |
| #            | Dátum                | Helyszín                              | Hazai         | Eredmény     | Vendég        | Kiírás             | Gólok        | Esemény      |
| ------------ | -------------------- | ------------------------------------- | ------------- | ------------ | ------------- | ------------------ | ------------ | ------------ |
| 1.           | 1960. május 22.      | Budapest, Népstadion                  | Magyarország  | 2 – 0        | Anglia        | barátságos         | -            |              |
|              | 1960. augusztus 26.  | L’Aquila (ITA)                        | Magyarország  | 2 – 1        | India         | olimpiai D csoport | -            |              |
|              | 1960. augusztus 29.  | Nápoly (ITA)                          | Magyarország  | 6 – 2        | Peru          | olimpiai D csoport | -            | 27'          |
|              | 1960. szeptember 1.  | Róma (ITA)                            | Magyarország  | 7 – 0        | Franciaország | olimpiai D csoport | -            |              |
|              | 1960. szeptember 6.  | Róma (ITA)                            | Dánia         | 2 – 0        | Magyarország  | olimpiai elődöntő  | -            |              |
| 2.           | 1962. április 18.    | Budapest, Népstadion                  | Magyarország  | 1 – 1        | Uruguay       | barátságos         | -            | 64'          |
| 3.           | 1962. április 29.    | Budapest, Népstadion                  | Magyarország  | 2 – 1        | Törökország   | barátságos         | -            | 46'          |
| 4.           | 1962. május 31.      | Rancagua, Estadio El Teniente (CHI)   | Magyarország  | 2 – 1        | Anglia        | vb-csoportkör      | -            |              |
| 5.           | 1962. június 6.      | Rancagua, Estadio El Teniente (CHI)   | Magyarország  | 0 – 0        | Argentína     | vb-csoportkör      | -            |              |
| 6.           | 1962. június 10.     | Rancagua, Estadio El Teniente (CHI)   | Magyarország  | 0 – 1        | Csehszlovákia | vb-negyeddöntő     | -            |              |
| 7.           | 1962. június 24.     | Bécs, Práter-stadion                  | Ausztria      | 1 – 2        | Magyarország  | barátságos         | -            |              |
| 8.           | 1962. szeptember 2.  | Poznań, Warta-stadion                 | Lengyelország | 0 – 2        | Magyarország  | barátságos         | -            | 77'          |
| 9.           | 1962. október 14.    | Budapest, Népstadion                  | Magyarország  | 0 – 1        | Jugoszlávia   | barátságos         | -            | 80'          |
| 10.          | 1962. november 11.   | Párizs, Colombes Stadion              | Franciaország | 2 – 3        | Magyarország  | barátságos         | 1            | 24' 35'      |
| 11.          | 1963. május 19.      | Budapest, Népstadion                  | Magyarország  | 6 – 0        | Dánia         | barátságos         | 1            | 46' 79'      |
| 12.          | 1963. június 2.      | Prága, Strahov Stadion                | Csehszlovákia | 2 – 2        | Magyarország  | barátságos         | -            |              |
| 13.          | 1963. október 6.     | Belgrád, JNA-stadion                  | Jugoszlávia   | 2 – 0        | Magyarország  | barátságos         | -            | 46'          |
| 14.          | 1963. október 19.    | Kelet-Berlin, Walter Ulbricht Stadion | NDK           | 1 – 2        | Magyarország  | NEK-selejtező      | 1            | 90'          |
| 15.          | 1963. október 27.    | Budapest, Népstadion                  | Magyarország  | 2 – 1        | Ausztria      | barátságos         | -            |              |
| 16.          | 1963. november 3.    | Budapest, Népstadion                  | Magyarország  | 3 – 3        | NDK           | NEK-selejtező      | -            |              |
| 17.          | 1964. április 25.    | Párizs, Colombes Stadion              | Franciaország | 1 – 3        | Magyarország  | NEK-selejtező      | -            |              |
| 18.          | 1964. május 3.       | Bécs, Práter-stadion                  | Ausztria      | 1 – 0        | Magyarország  | barátságos         | -            |              |
| 19.          | 1964. május 23.      | Budapest, Népstadion                  | Magyarország  | 2 – 1        | Franciaország | NEK-selejtező      | -            |              |
| 20.          | 1964. október 4.     | Bern, Wankdorf-stadion                | Svájc         | 0 – 2        | Magyarország  | barátságos         | -            |              |
| 21.          | 1964. október 11.    | Budapest, Népstadion                  | Magyarország  | 2 – 2        | Csehszlovákia | barátságos         | -            |              |
| 22.          | 1964. október 25.    | Budapest, Népstadion                  | Magyarország  | 2 – 1        | Jugoszlávia   | barátságos         | -            |              |
| 23.          | 1965. május 23.      | Lipcse, Zentralstadion                | NDK           | 1 – 1        | Magyarország  | vb-selejtező       | -            |              |
| 24.          | 1965. június 13.     | Bécs, Práter-stadion                  | Ausztria      | 0 – 1        | Magyarország  | vb-selejtező       | -            |              |
| 25.          | 1965. június 27.     | Budapest, Népstadion                  | Magyarország  | 2 – 1        | Olaszország   | barátságos         | -            |              |
| 26.          | 1965. október 9.     | Budapest, Népstadion                  | Magyarország  | 3 – 2        | NDK           | vb-selejtező       | 1            | 40'          |
| 27.          | 1966. június 5.      | Budapest, Népstadion                  | Magyarország  | 3 – 1        | Svájc         | barátságos         | -            |              |
| 28.          | 1966. július 13.     | Manchester, Old Trafford (ENG)        | Portugália    | 3 – 1        | Magyarország  | vb-csoportkör      | -            |              |
| 29.          | 1966. július 15.     | Liverpool, Goodison Park (ENG)        | Magyarország  | 3 – 1        | Brazília      | vb-csoportkör      | -            |              |
| 30.          | 1966. július 20.     | Manchester, Old Trafford (ENG)        | Magyarország  | 3 – 1        | Bulgária      | vb-csoportkör      | -            |              |
| 31.          | 1966. július 23.     | Sunderland, Roker Park (ENG)          | Szovjetunió   | 2 – 1        | Magyarország  | vb-negyeddöntő     | -            |              |
| 32.          | 1966. szeptember 7.  | Rotterdam, Feijenoord Stadion         | Hollandia     | 2 – 2        | Magyarország  | Eb-selejtező       | -            |              |
| 33.          | 1966. október 30.    | Budapest, Népstadion                  | Magyarország  | 3 – 1        | Ausztria      | barátságos         | -            |              |
| 34.          | 1967. április 23.    | Budapest, Népstadion                  | Magyarország  | 1 – 0        | Jugoszlávia   | barátságos         | -            |              |
| 35.          | 1967. május 10.      | Budapest, Népstadion                  | Magyarország  | 2 – 1        | Hollandia     | Eb-selejtező       | -            |              |
| 36.          | 1967. május 24.      | Koppenhága, Idrætspark                | Dánia         | 0 – 2        | Magyarország  | Eb-selejtező       | -            |              |
| 37.          | 1967. szeptember 6.  | Bécs, Práter-stadion                  | Ausztria      | 1 – 3        | Magyarország  | barátságos         | -            |              |
| 38.          | 1967. szeptember 27. | Budapest, Népstadion                  | Magyarország  | 3 – 1        | NDK           | Eb-selejtező       | -            |              |
| 39.          | 1967. október 29.    | Lipcse, Zentralstadion                | NDK           | 1 – 0        | Magyarország  | Eb-selejtező       | -            |              |
| 40.          | 1968. május 4.       | Budapest, Népstadion                  | Magyarország  | 2 – 0        | Szovjetunió   | Eb-selejtező       | -            |              |
| 41.          | 1968. május 11.      | Moszkva, Lenin-stadion                | Szovjetunió   | 3 – 0        | Magyarország  | Eb-selejtező       | -            |              |
|              | Összesen             |                                       |               | 41           | mérkőzés      |                    | 4            | gól          |

### Mérkőzései a női válogatott szövetségi kapitányaként
| Magyarország | Magyarország         | Magyarország        | Magyarország | Magyarország | Magyarország | Magyarország | Magyarország | Magyarország |
| #            | Dátum                | Helyszín            | Hazai        | Eredmény     | Vendég       | Kiírás       | Gólok        | Esemény      |
| ------------ | -------------------- | ------------------- | ------------ | ------------ | ------------ | ------------ | ------------ | ------------ |
| 1.           | 1987. június 27.     | Ajka                | Magyarország | 5 – 1        | Ausztria     | barátságos   | -            |              |
| 2.           | 1987. június 28.     | Fonyód              | Magyarország | 6 – 0        | Ausztria     | barátságos   | -            |              |
| 3.           | 1987. augusztus 19.  | Nyköping            | Svédország   | 5 – 0        | Magyarország | barátságos   | -            |              |
| 4.           | 1987. szeptember 26. | Szófia              | Bulgária     | 0 – 0        | Magyarország | barátságos   | -            |              |
| 5.           | 1987. október 7.     | Budapest, Hévízi út | Magyarország | 0 – 1        | NSZK         | Eb-selejtező | -            |              |
| 6.           | 1987. november 7.    | Tapolca             | Magyarország | 4 – 0        | Bulgária     | barátságos   | -            |              |
| 7.           | 1987. november 14.   | Szolnok             | Magyarország | 7 – 1        | Svájc        | Eb-selejtező | -            |              |
| 8.           | 1988. szeptember 17. | Mezőkövesd          | Magyarország | 2 – 2        | Bulgária     | barátságos   | -            |              |
| 9.           | 1988. október 8.     | Baja                | Magyarország | 0 – 0        | Olaszország  | Eb-selejtező | -            |              |
|              | Összesen             |                     |              | –            | mérkőzés     |              | –            | gól          |